# Margaux Châtelier
Margaux Châtelier, (Bruges, Francia, 1990) es una actriz francesa.

## Biografía
Margaux tiene un hermano. Practica ballet, danza contemporánea y tango.
Hizo una pasantía en la London Academy of Music and Dramatic Art (LAMDA) del Reino Unido.
Se entrenó en  la École de Danse de l’Opéra de París y en el Conservatoire National Supérieur d'Art Dramatique (CNSAD) de París.

## Carrera
En el 2006 obtuvo su primer papel en una película, cuando se unió al elenco principal de Aurore dando vida a la bailarina de ballet Aurore.
En el 2013 se unió al elenco de la película Belle et Sébastien donde dio vida a Angelina, la prima de Sébastien (Félix Bossuet), papel que interpretó nuevamente en el 2015 en la película Belle et Sébastien, l'aventure continue.
En el 2016 apareció como invitada en la segunda temporada de la serie Outlander donde interpreta a Annalise de Marillac, una antigua novia de Jamie Fraser.

## Filmografía

### Series de televisión
| Año             | Título                        | Personaje            | Notas                   |
| --------------- | ----------------------------- | -------------------- | ----------------------- |
| 2016 - presente | Outlander                     | Annalise de Marillac | 2 episodios             |
| 2011            | À la recherche du temps perdu | -                    | 2 episodios - miniserie |
| 2010            | Profilage                     | Héloïse Bastien      | episodio "Renaissance"  |
| 2010            | Julie Lescaut                 | Chloé Feuillant      | episodio "Rédemption"   |
| 2009            | Commissaire Magellan          | Laura                | episodio "Roman noir"   |

### Películas
| Año  | Título                                  | Personaje | Notas                                                                                                 |
| ---- | --------------------------------------- | --------- | --- |
| 2015 | Belle et Sébastien, l'aventure continue | Angelina  | junto a Félix Bossuet, Tchéky Karyo, Thierry Neuvic y Thylane Blondeau                                |
| 2013 | Belle et Sébastien                      | Angelina  | junto a Félix Bossuet, Tchéky Karyo, Dimitri Storoge, Andreas Pietschmann y Tom Sommerlatte           |
| 2013 | La tendresse                            | Allison   | junto a Marilyne Canto, Olivier Gourmet, Adrien Jolivet y Sergi López                                 |
| 2012 | Paris-Manhattan                         | Laura     | junto a Alice Taglioni, Patrick Bruel, Marine Delterme, Michel Aumont y Yannick Soulier               |
| 2012 | La baie d'Alger                         | Michelle  | junto a Catherine Jacob, Solal Forte, Anthony Sonigo, Khalid Berkouz y Michaël Abiteboul              |
| 2006 | Aurore                                  | Aurore    | junto a Carole Bouquet, François Berléand, Anthony Munoz, Nicolas Le Riche y Thibault de Montalembert |